# Yoshida Hanbei
Yoshida Hanbei (吉田半兵衛, よしだはんべい) est un illustrateur japonais de style ukiyo-e de la fin du XVIIe siècle, l'illustrateur le plus important à Kyoto et Osaka durant la période 1664-1689.
Contrairement à d'autres artistes de l’ukiyo-e beaucoup plus connus qui produisent essentiellement des gravures sur bois sous forme d'estampe à feuille unique, Hanbei crée principalement — si ce n'est même exclusivement — des illustrations pour des livres en xylographie. Il est aussi connu sous le nom 'Yoshida Sadakichi, et son nom peut parfois être romanisé « Hambei ».
Hanbei est le premier illustrateur de livres ukiyo-e de la région du Kamigata à signer ses créations. Un des plus prolifiques artistes du début de l’ukiyo-e, il produit des illustrations pour au moins quatre-vingt-dix livres différents, ce qui représente plus d'un millier d'images. Ses créations apparaissent dans de multiples textes dont des pièces de marionnettes bunraku, des pièces du théâtre kabuki, des romans, des récits de voyage, des sujets bouddhistes, des textes musicaux et des critiques de courtisans entre autres. Il est particulièrement connu pour ses illustrations des romans de Saikaku et pour son Joyō Kimmō-zui (女用訓蒙図彙, « Encyclopédie illustrée des dames »), qui représente les kimono à la mode.
Son style est issu des illustrateurs anonymes de la région de Kyoto qui l'ont précédé; le seul professeur de Hanbei dont on connaît le nom est Shōgorō, dont il ne reste cependant aucune pièce signée. Comme les livres d'art de plus grande taille et les albums ne sont pas encore courants, les œuvres monochromes  de Hanbei dans le milieu restreint des illustrations de livres ne lui permettent pas de montrer une grande individualité ou de la créativité, hormis les quelques œuvres shunga (images érotiques) qu'il produit. Richard Douglas Lane écrit de Hanbei que « ses illustrations sont toujours habiles et bien conçues, mais clairement le travail d'un maître de talent plutôt que d'un génie artistique ».
Il semble que Hanbei meurt ou du moins se retire en 1690 ; deux de ses disciples reprennent ses illustrations de livre pour la région, mais ils ne signent pas leurs œuvres et restent donc anonymes.